# Isekai Shikkaku
Isekai Shikkaku (異世界失格 lit. Indigno de vivir en otro mundo?), es una serie de manga japonesa escrita por Hiroshi Noda e ilustrada por Takahiro Wakamatsu. Se ha serializado en el sitio web Yawaraka Spirits de Shogakukan desde octubre de 2019. Una adaptación de la serie de televisión de anime producida por el estudio Atelier Pontdarc  se estrenó en julio a septiembre de 2024.
El título de la serie y su protagonista son una referencia a Osamu Dazai, autor de la novela Indigno de ser humano, quien murió por suicidio de amantes.

## Sipnosis
Una aventura en otro mundo con chicas guapas a tu lado y poderes similares a los de los videojuegos… suena como el sueño de un fanático del anime, ¿verdad? Pero para el melancólico autor Osamu Dazai, no lo ve así, ya que preferiría literalmente caer muerto y descansando en paz. Los videojuegos aún no se han inventado cuando se ve arrastrado a otro mundo en 1948 (tres años después de la Segunda Guerra Mundial). En realidad, todas las aventuras fantásticas con las que se topa sólo se interponen en su sueño poético de encontrar el lugar perfecto para morir. Pero por mucho que arriesgue su pellejo, todo parece seguir saliendo bien.

## Personajes
Sensei (センセー Sensē?)
 Seiyū: Hiroshi Kamiya
Un hombre con una mala suerte increíble, incluso se le negó su deseo de morir. Porque no le importa nada más que intentar encontrar a su novia para completar el pacto suicida, su terrible suerte no causa más que aumento de dolores de cabeza para él; toda su mala suerte se traduce en buena suerte para todos los que ignora mientras pasa. Su habilidad, Storyteller, desencadena efectos basados en las historias que escribe. Sobre todo, el envío de otros mundialistas de vuelta a la Tierra.
Annette (アネット Anetto?)
 Seiyū: Rumi Okubo
Una elfa obispa que invocó a Sensei a su mundo, con ello dio a entender que el camión estaba haciendo. Le sorprende que a Sensei no le importe ser una heroína. Ella desarrolla un profundo sentimiento hacia él y se pone celosa cuando está con otras mujeres.
Tama (タマ?)
 Seiyū: Sayumi Suzushiro
Una gata que estudió artes marciales. Ella también es la princesa de su reino natal cuyo verdadero nombre es Matilda, pero Sensei la llamó por primera vez Tama y el nombre se quedó.
Nir (ニア Nia?)
 Seiyū: Makoto Koichi
Un huérfano que originalmente corrió estafas en otros mundialistas hasta que conoció a Sensei. Se une al equipo como guerrero usando la espada de su padre.
Melos (メロス Merosu?)
 Seiyū: Hina Kino
El demonio de la mascota de Annette que le gusta Sensei.
Sacchan (さっちゃん?)
 Seiyū: Reina Ueda
La novia de Sensei, que iba a suicidarse de amante con él hasta que fueran citados. Es uno de los otros siete mundos malvados conocidos como los ángeles caídos.
Warderia (ウォーデリア Wōderia?)
 Seiyū: Aoi Yūki
Hija del Rey Oscuro. Ha jurado venganza contra todos los demás mundos, especialmente los ángeles caídos.
Isha (イーシャ Īsha?)
 Seiyū: Mai Nakahara
La elfa obispa y superior de Anette.
Wolff (ヴォルフ Vorufu?)
 Seiyū: Nobunaga Shimazaki
Suzuki (スズキ?)
 Seiyū: Nobuhiko Okamoto
Kaibara (カイバラ?)
 Seiyū: Daisuke Ono
Yuriko (ユリコ?)
 Seiyū: Konomi Kohara
Sengoku (センゴク?)
 Seiyū: Tomokazu Sugita
Charlotte (シャルロット Sharurotto?)
 Seiyū: Inori Minase
Thomas (トマス Tomasu?)
 Seiyū: Chafurin
Otto (オットー Ottō?)
 Seiyū: Jun Fukuyama
Kōtarō (コータロー?)
 Seiyū: Yoshitsugu Matsuoka
Hombre Tuxedo (タキシードの男 Takishīdo no Otoko?)
 Seiyū: Katsuyuki Konishi
Elton (エルトン Eruton?)
 Seiyū: Kenta Miyake
Miller (ミラー Mirā?)
 Seiyū: Nobuo Tobita
El cardenal de la Iglesia.
Aria (アリア?)
 Seiyū: Saya Aizawa
La elfa obispa que tomó el lugar de Annette.
Pope (教皇 Kyōkō?)
 Seiyū: Takehito Koyasu
El líder de la Iglesia y el responsable de convocar a la gente al mundo de la fantasía.
Esche (エッシェ Esshe?)
 Seiyū: Mamiko Noto
Yamada (ヤマダ?)
 Seiyū: Yuma Uchida

## Contenido de la obra

### Manga
La adaptación a manga fue escrito por Hiroshi Noda e ilustrado por Takahiro Wakamatsu, Ya no se permite en otro mundo comenzó en el sitio web Yawaraka Spirits de Shogakukan el 2 de octubre de 2019. Shogakukan ha recopilado sus capítulos en volúmenes tankōbon individuales. El primer volumen se publicó el 10 de abril de 2020. Hasta el 10 de noviembre de 2022, se han publicado ocho volúmenes.
El manga tiene licencia en América del Norte de Seven Seas Entertainment. El primer volumen se lanzó en enero de 2023.

### Anime
El 11 de julio de 2022 se anunció una adaptación de la serie de televisión de anime. Fue producida por el estudio Atelier Pontdarc y dirigida por Shigeki Kawai, con guiones escritos por Yasuhiro Nakanishi, personajes diseñados por Tomoshige Inayoshi y Asako Inayoshi, monstruos diseñados por Kenji Terao y banda sonora compuesta por Kenichirō Suehiro. La serie se emitió del 9 de julio al 24 de septiembre de 2024, en AT-X y otras cadenas. El tema de apertura es "Shura Nikki" interpretado por Kashitaro Ito, mientras que el tema de cierre es "Sayonara, Subarashiki Sekai yo" interpretado por Mayu Maeshima. Crunchyroll obtuvo la licencia de la serie fuera de Asia.